# Necepsia castaneifolia
Necepsia castaneifolia är en törelväxtart som först beskrevs av Henri Ernest Baillon, och fick sitt nu gällande namn av Bouchat och Jean Joseph Gustave Léonard. Necepsia castaneifolia ingår i släktet Necepsia och familjen törelväxter.

## Underarter
Arten delas in i följande underarter:
- N. c. capuronii
- N. c. castaneifolia
- N. c. chirindica
- N. c. kimbozensis